# Planescape: Torment
Planescape: Torment ist ein Computer-Rollenspiel, das in der Advanced-Dungeons-&-Dragons-Spielwelt Planescape, auch einfach nur die Ebenen genannt, angesiedelt ist. Das Spiel wurde von den Black Isle Studios entwickelt und im Jahr 2000 von Interplay Entertainment veröffentlicht. Chris Avellone war als Game Designer tätig. Guido Henkel, der maßgeblich an der Entwicklung der Computerspieleserie Das Schwarze Auge: Die Nordland-Trilogie beteiligt war, fungierte als Produzent. Henkel verließ Interplay und die Black Isle Studios im Streit mit der Geschäftsleitung von Interplay jedoch schon einige Monate vor der Veröffentlichung des Spiels.
Im Spiel übernimmt der Spieler die Kontrolle eines rätselhaften, namenlosen Charakters, der zu Beginn in einer Leichenhalle wieder zu Bewusstsein kommt, ohne Erinnerung an seine Identität oder seine Vergangenheit. Bald gesellt sich ein schwebender, sprechender Totenschädel namens Morte zu ihm, der von nun an jedem seiner Schritte folgt, und dabei nicht der einzige ungewöhnliche Charakter bleibt, den man auf seiner Reise durch die Ebenen trifft. Planescape: Torment unterscheidet sich von ähnlichen Computer-Rollenspielen wie beispielsweise die Baldur’s-Gate-Reihe durch seinen Schwerpunkt auf Dialoge und Handlung, wohingegen die Bedeutung von Kämpfen in den Hintergrund rückt. Das Spiel wird auch heute noch als ein Paradebeispiel des Geschichtenerzählens im Rahmen eines Computerspiels gewertet. Im Spiel behandelte Themengebiete erstrecken sich von der Bedeutung von Namen bis hin zur zentralen Frage „Was kann das Wesen eines Menschen ändern?“

## Handlung

### Spielwelt
Die Spielwelt der Planescape, auch Multiversum genannt, geht von der Existenz zahlreicher unterschiedlicher Welten aus, den sogenannten Ebenen (engl.: Planes), die über magische Portale miteinander verbunden sind und mit Hilfe dieser bereist werden können. Es handelte sich vom Konzept um ein den verschiedenen Kampagnenwelten von Dungeons & Dragons (Greyhawk, Vergessene Reiche, Ravenloft etc.) übergeordnetes Szenario, das die mitunter recht unterschiedlichen Spielwelten miteinander verbinden und mit einer tiefergehenden, plausiblen Kosmologie unterfüttern sollte. Unter anderem spielte das D&D-typische Gesinnungssystem mit den Achsen gut / böse und rechtschaffen / chaotisch eine wichtige Rolle in der kosmologischen Ordnung der Ebenen. Bis zur Einstellung durch den Hersteller ermöglichte das Planescape-Szenario Pen&Paper-Spielerunden beispielsweise den Übergang von Helden einer Spielwelt in eine andere D&D-Kampagnenwelt, bot aber auch Raum für eigenständige Abenteuer.
Elementar für Reisen im Multiversum sind dabei die Portale oder Tore, die die Ebenen (oder auch Welten) miteinander verbinden. Um sie zu öffnen, benötigt der Reisende einen bestimmten Schlüssel. Dieser kann je nach Tor unterschiedlich sein, etwa ein Gegenstand, eine bestimmte Handlung oder auch nur ein Gedanke. Ohne den passenden Schlüssel sind Reisen nicht möglich, das Finden des notwendigen Schlüssels ist daher ein wichtiges Element der Handlungen in Planescape spielender Spiele. Die meisten Reiseportale finden sich in der Stadt Sigil, die daher auch Stadt der Tore genannt wird, oder umgangssprachlich auch „der Käfig“, da man sie ohne einen passenden Portalschlüssel nicht verlassen kann. Sie liegt im Zentrum der Spielwelt, von ihr aus kann nahezu jede Ebene erreicht werden. Sie ist auch Ausgangspunkt für die Handlung von Planescape: Torment. Sigil ist aufgrund seiner Bedeutung ein Ort der absoluten Neutralität und wird beherrscht von der sogenannten Dame der Schmerzen. Sie ist bemüht, zu große Einflussnahme chaotischer oder rechtschaffener Wesen und Götter in ihrem Hoheitsbereich zu unterbinden und gravierende Veränderungen des Gleichgewichts zu verhindern.
Ein weiteres prägendes Element der Spielwelt ist der sogenannte Blutkrieg auf den unteren Ebenen. Es handelt sich um einen seit Urzeiten andauernden Kampf zwischen Teufeln (Baatezu) und Dämonen (Tanar'Ri), in dem beide Seiten versuchen, die Herrschaft über die jeweils andere zu erlangen. Da der Sieger dieses Konflikts zu einem bedrohlichen Gegner für die Bewohner aller anderen Ebenen werden würde, haben diese ein großes Interesse daran, dass der Krieg zu keinem Ende gelangt. Um das Gleichgewicht und damit den Fortgang des Krieges aufrechtzuerhalten, beteiligen sich daher auch Bewohner anderer Ebenen regelmäßig an den Kampfhandlungen.

### Handlungsverlauf
Das Spiel beginnt nach der Charaktergenerierung mit dem Erwachen des namenlosen Spielercharakters in der Leichenhalle Sigils. Der Namenlose (engl.: The Nameless One) leidet unter Amnesie. Er besitzt keinerlei Kenntnis mehr über seine Identität, seinen exakten Aufenthaltsort oder warum er in die Leichenhalle eingeliefert wurde. Ein schwebender Totenschädel namens Morte, der ihm direkt nach dem Aufwachen begegnet, liefert ihm erste Informationen. Unter anderem finden sich auf seiner völlig vernarbten Haut eingeritzte Schriftzüge, welche ihn instruieren, sein Tagebuch zu lesen und jemanden namens Pharod ausfindig zu machen. Es stellt sich zudem heraus, dass der Namenlose unsterblich ist, beziehungsweise nach seinem „Tod“ nach kurzer Zeit wiedererwacht. Während normale Tode keine Folgen für den Namenlosen haben, geht mit einem besonders heftigen Ableben gleichzeitig ein Gedächtnisverlust einher. Der Namenlose findet allmählich heraus, dass er auf diese Weise schon seit langer Zeit die Ebenen bereist, auf der Suche nach seiner Identität, dem Grund seiner Unsterblichkeit und einer Lösung seines Problems. In seinen früheren Leben hinterließ er auf seinen Reisen dabei zahlreiche Spuren und beeinflusste die Wege vieler Ebenenbewohner und sogar die Ebenen selbst. Diese Puzzlesteine wieder zusammenzutragen und abschließende Antworten auf seine Fragen zu bekommen, ist das thematische Ziel des Spiels. Aufgrund seiner vergangenen Taten hat er sich dabei aber auch dauerhafte Gegner geschaffen, die seine Bestrebungen zu unterbinden und ihn zu töten versuchen. Zudem stellt seine widernatürliche Existenz eine erhebliche Einflussnahme auf das Gleichgewicht der Ebenen dar.
Antworten findet er gegen Mitte der Handlung bei der Nachthexe Ravel Rätselschön. Durch Ravel erfährt er, dass sie ihm einst auf seinen Wunsch hin die Unsterblichkeit verliehen hatte. Als Teilnehmer des Blutkrieges erhoffte er sich so dem ewigen Krieg zu entkommen. Ravels Lösung bestand in der Abtrennung der Sterblichkeit des Namenlosen von seinem Körper. Die Sterblichkeit des Namenlosen manifestierte sich infolge des Rituals als ebenfalls mächtige Wesenheit mit einem eigenständigen Bewusstsein, die als Der Transzendente (engl.: The Transcendant One) bezeichnet wird. Die Nebenwirkungen für den Namenlosen werden erst hinterher auffällig. Zwar ist der Namenlose unsterblich, doch muss für jeden seiner Tode zum Ausgleich ein anderer Ebenenbewohner sein Leben lassen. Die Existenz des Namenlosen verursachte dadurch großes Leid und hat zur Folge, dass ihn die Verstorbenen als rachsüchtige Schatten verfolgen. Einen Ausweg bietet nur die Beendigung seiner widernatürlichen, unsterblichen Existenz. Um seine Sterblichkeit zurückzuerlangen, müssen sich der Namenlose und der Transzendente jedoch wieder vereinigen, was nicht im Interesse des Transzendenten liegt und dieser mit der Vernichtung aller möglichen Hinweise auf seinen Rückzugsort und die Vergangenheit des Namenlosen zu verhindern versucht. Da der Transzendente mittlerweile die wichtigsten Hinweisgeber getötet hat, spiegelt das Spiel somit die letzte Chance des Namenlosen wider, dem Kreislauf zu entkommen. Letzten Endes erreicht der Namenlose die negative materielle Ebene, um in einer finalen Konfrontation mit dem Transzendenten seine Sterblichkeit zurückzuerlangen und als Buße für seine Taten in den Blutkrieg zurückzukehren. Der Ausgang ist vorgegeben und variiert lediglich im Detail je nach Vorgehensweise des Spielers. Zwar existieren einige weitere Beendigungsmöglichkeiten für das Spiel, diese führen aber nicht zur Lösung der eingangs vermittelten Aufgabenstellung.
Auch wenn der überwiegende Teil des Spiels in Sigil stattfindet, reist der Namenlose mit bis zu fünf von insgesamt sieben potentiellen Begleitern, denen er im Verlauf des Spiels begegnen kann, durch zahlreiche Ebenen. Im Verlauf trifft er dabei viele ungewöhnliche Charaktere und Kuriositäten. Der Spieler gelangt immer wieder an zum Teil bizarre, exotische Orte, wie z. B. in eine Gasse mit einer schwangeren Mauer oder das „Bordell zur Befriedigung intellektueller Gelüste“. Die Dialoge und Aktionen des Spiels besitzen zum Teil philosophische Ansätze, darunter die Leitfrage des Spiels: „Was kann das Wesen eines Menschen verändern?“ Insbesondere durch die Fraktionen des Spiels – die Bünde, denen sich der Namenlose anschließen kann – werden sehr unterschiedliche philosophische Strömungen vorgestellt. Das Spiel greift im Verlauf immer wieder auch philosophische Themen wie die Konsensrealität auf, der zufolge Dinge eintreten, sobald nur genügend Leute daran glauben. Wenn beispielsweise Charaktere den Namenlosen nach seinem Namen fragen (den er ja nicht kennt), so steht oft die Antwort zur Auswahl, er heiße „Adahn“. Hat er genügend Leuten gegenüber glaubhaft erklärt, er sei Adahn, ist es möglich, dass ebendieser auftaucht, um zu behaupten, er sei ein alter Freund, obwohl er zuvor nie existiert hat. Auch ganze Ebenen können ihre Position im Multiversum verändern.

### Charaktere
| Charakter                   | Rasse          | Klasse                    | englischer Sprecher | deutscher Sprecher | Rolle |
| --------------------------- | -------------- | ------------------------- | ------------------- | ------------------ | --- |
| Der Namenlose               | Mensch         | Kämpfer / Dieb / Magier a | Michael T. Weiss    | Hannes Jaenicke    | Spielercharakter. |
| Mortimer „Morte“ Rictusgrin | Morte          | Kämpfer                   | Rob Paulsen         | −                  | Begleiter; schwebender Totenschädel, der vor allem durch seine respektlosen Kommentare auffällt. Stößt bereits zu Beginn zum Namenlosen und unterstützt diesen bei seinen ersten Schritten in der Spielwelt.                                                                         |
| Grace, die Gefallene        | Succubus       | Priester                  | Jennifer Hale       | −                  | Begleiter; eine Succubus, die entgegen ihrer Abstammung darauf verzichtet, Männer zu verführen und zu töten. Gründete stattdessen in Sigil das „Bordell zur Befriedigung intellektueller Gelüste“.                                                                                   |
| Deionarra                   | Mensch         | −                         | Jennifer Hale       | −                  | Geistererscheinung in der Leichenhalle; vor ihrem Dahinscheiden Begleiterin und Geliebte des Namenlosen, der sie schließlich in den Tod führte. |
| Annah                       | Tiefling       | Kämpfer / Dieb b          | Sheena Easton       | −                  | Begleiter; aufgewachsen im Stock und Ziehtochter des Leichensammlers Pharod. |
| Dak'kon                     | Githzerai      | Krieger / Magier b        | Mitch Pileggi       | −                  | Begleiter; ein Githzerai im bereits fortgeschrittenen Alter und durch einen Eid bereits seit langem an den Namenlosen gebunden, wodurch er unter seinen Artgenossen als Sklave gilt und damit ein Ausgestoßener ist.                                                                 |
| Ignus                       | Mensch         | Magier                    | Charles Adler       | −                  | Begleiter; ein psychopathischer Magier, dessen Wahn ihn zu einem brennenden Leichnam machte und der seither reglos in der nach ihm benannten Bar „Zur schwelenden Leiche“ in Sigil verweilte, bis er vom Namenlosen aus seiner Starre befreit wird.                                  |
| Vhailor                     | Rastlose Seele | Krieger                   | Keith David         | −                  | Begleiter; körperlose Seele eines ehemaligen Gnadentöters, die sich in Gestalt einer Rüstung manifestiert hat. Als Gnadentöter ist er ein fanatischer Verfechter der Gerechtigkeit und der Ordnung, der einst bei der Verfolgung des Namenlosen seine körperliche Existenz einbüßte. |
| Nordom                      | Modron         | Krieger                   | Dan Castellaneta    | −                  | Begleiter; ein Modron-Automat, der sich aus dem Gedankenkollektiv seines Volkes gelöst und ein eigenes Bewusstsein entwickelt hat. |
| Ravel Rätselschön           | Nachthexe      | −                         | Florence Dire       | −                  | Mächtige Hexe, die dem Namenlosen einst zu seiner Unsterblichkeit verhalf. |
| Trias, der Verräter         | Deva           | −                         | John de Lancie      | −                  | Ein engelsgleiches Wesen, der jedoch im Gegensatz zu langläufigen Meinung über Devas in der Lage ist zu lügen. |
| Fhjull Schlangenzunge       | Baatezu        | −                         | Rodger Bumpass      | −                  | Ein Teufel, der durch einen Eid gegenüber Trias, dem Verräter dazu gezwungen ist, wider seinem Naturell hilfsbereit zu sein und Gutes zu tun. |
| Der Transzendente           |                | −                         | Tony Jay            | −                  | Gegenspieler des Namenlosen, Manifestation seiner Sterblichkeit. |

Planescape: Torment zeichnet sich unter anderem durch eine Reihe tiefgründig gestalteter Charaktere aus. Einige dieser Charaktere zeichnen sich insbesondere durch einen Kontrast ihres tatsächlichen Verhaltens gegenüber den ihnen vom Regelwerk üblicherweise zugedachten Rollen innerhalb der Spielwelt aus (Grace, Nordom, Trias, Fhjull). Die Hintergründe der Figuren aufzudecken ist ein Randaspekt des Spiels und enthüllt sich erst allmählich im Verlauf des Spiels. Dabei kann der Spieler unter anderem auch entdecken, dass die Schicksale seiner Begleiter in der Vergangenheit bereits stark mit dem des Namenlosen und seiner vorherigen Erscheinungen verknüpft sind. Nahezu alle handlungsrelevanten Charaktere wie die Begleiter, Deionarra oder Ravel wurden von Lead Designer Chris Avellone verfasst.

## Spielprinzip
In Planescape: Torment steuert der Spieler eine bis zu sechsköpfige Heldengruppe aus einer isometrischen Überblicksperspektive. Als Grundlage dient die zweite Edition des AD&D-Regelwerks. Der Spieler steuert die Figuren indirekt über eine Point-&-Click-Benutzeroberfläche. Die im Kern rundenbasierten Kämpfe werden in Echtzeit ausgeführt, können aber jederzeit auf Tastendruck pausiert werden, um ohne Zeitdruck Anweisungen zu geben.
Das Spiel beginnt mit der Charaktererstellung, die im Vergleich zu den anderen Infinity-Spielen deutlich eingeschränkt ist. Der Hauptcharakter ist in Aussehen, Rasse und Geschlecht vorgegeben, der Spieler kann zu Beginn lediglich Anpassungen der sechs Grundattribute (Stärke, Konstitution, Geschicklichkeit, Intelligenz, Weisheit, Charisma) vornehmen. Auch die Klasse ist zu Beginn auf Krieger festgelegt. Diese kann im Laufe des Spiels mit Hilfe von Trainern lediglich in Dieb oder Magier geändert werden, andere gängige D&D-Klassen (z. B. Kleriker, Paladin usw.) oder Klassenkombinationen stehen ihm nicht zur Verfügung. Er kann im Spiel jedoch mehrfach zwischen diesen drei Klassen wechseln und erlangt dabei jedes Mal seinen vorherigen Fähigkeitsstand zurück.
Planescape ist ein sehr textlastiges Spiel, das die fehlende grafische Wiedergabe mit ausführlichen Textbeschreibungen zu umgehen versucht. Der Textumfang beträgt etwa 800.000 bis eine Million Wörter. Der Spieler kann in den meisten Fällen zwischen einer kämpferischen Lösung oder verschiedenen Dialoglösungen wählen, die friedlicheren Dialoglösungen werden dabei in der Regel stärker belohnt. Diese starke Fixierung auf Texte ist das wichtigste Unterscheidungsmerkmal zu anderen Computer-Rollenspielen.
Die Interaktion mit der Umwelt ist ein weiterer Schwerpunkt des Spiels. Viele Aspekte des Spiels und Zusatzinformationen zur Vergangenheit des Namenlosen ergeben sich nur bei genauer, selbstständiger Erkundung der Spielwelt durch den Spieler. Die Begleiter des Namenlosen sollen dem Spieler durch kleinere Dialogeinwürfe während des Spiels und durch vertrauliche Gespräche mit dem Namenlosen als Personen näher gebracht werden, damit er eine persönliche Beziehung zu ihnen aufbauen kann. Die Gesprächsinitiative muss in Planescape jedoch weitestgehend vom Spieler ausgehen. Dieses Feature findet später in einer durch Skript automatisierten Form mit Baldur’s Gate II: Schatten von Amn seinen Durchbruch, in dem die Begleiter sich von alleine zu Wort melden und dadurch eine eigenständige Persönlichkeit simulieren. Spätere Rollenspiele, in denen der Spieler Heldengruppen steuert, greifen die sogenannte Partyinteraktion ebenfalls wieder auf.
Gänzlich neu war das sich automatisch an die Aktionen des Spielers anpassende Gesinnungssystem für den Namenlosen. Während die vorherigen Spiele zu Dungeons & Dragons mit statischen Gesinnungen (gut – neutral – böse) arbeiteten, konnte sich diese bei Planescape: Torment während des Spiels jederzeit und mehrfach wandeln, je nach Verhalten des Spielers im Dialog oder bei der Lösung gewisser Aufgaben. Von der Gesinnung waren dabei auch manche Spielmöglichkeiten und Lösungswege abhängig. Dieses Aufbrechen der starren Gesinnungsregel sollte sich in den späteren D&D-Rollenspielen für den PC zu einem Standard entwickeln.

## Entwicklung

### Lizenzierung und Produktionsbedingungen
1995 lief das exklusive Lizenzabkommen zwischen SSI und TSR über die Entwicklung von D&D-Computerspielen aus. In Folge vergab TSR keine Einzellizenz mehr, sondern lizenzierte jede Kampagnenwelt einzeln. Interplay erwarb 1996 die Rechte für die Vergessenen Reiche und Planescape. Letzteres galt zu diesem Zeitpunkt als aufstrebendes Szenario. Interplay plante in Folge, mehrere Planescape-Spiele zu produzieren und beschäftigte mit David „Zeb“ Cook und Colin McComb zwei maßgebliche Planescape-Autoren des Lizenzgebers TSR als Designer. Unter Leitung von David Cook sollte ein First-Person-Titel entstehen, der schließlich zugunsten einer ebenfalls nie erschienenen Fortführung von Stonekeep eingestellt wurde. Colin McComb wurde mit der Entwicklung eines PlayStation-Spiels beauftragt (Arbeitstitel: Planescape PSX), das sich an King’s Field, einem Action-Rollenspiel des japanischen Entwicklers From Software, orientieren und den Spieler als Rekruten des Harmoniums in den Kampf gegen eine Verschwörung rund um den Blutkrieg schicken sollte. Die Entwicklungsarbeiten wurden jedoch relativ bald eingestellt und McComb dem dritten Projekt zugewiesen, das von Chris Avellone erarbeitet wurde und nach Vorgabe des Managements BioWares Infinity-Engine nutzen sollte. Avellone hatte zu diesem Zeitpunkt bereits einen groben Handlungsüberblick und Skizzen der wichtigsten Charaktere erarbeitet. Avellone hatte auch in Folge den größten Anteil an der Richtung, die das Spieldesign nahm.
Die Entwicklung des Spiels verlief lange Zeit ohne große Aufsicht durch das Interplay-/Black-Isle-Management. Wegen der Fertigstellung von Fallout 2 wurden die Arbeiten am Titel mehrere Monate zurückgestellt, in denen lediglich ein kleines Team von Programmierern Modifikationen an der Infinity-Engine vornahmen. Die Vollproduktion des Titels begann Ende 1998. Während den Entwicklern im Vorfeld freie Hand gelassen wurde, erhöhte sich 1998 durch Interplays Gang an die Börse der Druck des Managements auf Produzent Guido Henkel und das Entwicklungsteam, das Spiel fertigzustellen. Um das anvisierte Zeitfenster für die Veröffentlichung halten zu können, wurden daher mehrere Nebenhandlungen und Charaktere gestrichen. Die Auseinandersetzungen mit der Geschäftsführung veranlassten Henkel schließlich zu kündigen, nachdem durch das Erreichen der Betaphase die Fertigstellung des Spiels gesichert und eine in seinen Augen „Verkrüppelung“ des Designkonzepts durch das Management abgewendet waren. Die Produktionskosten betrugen laut Studioleiter Feargus Urquhart etwa drei bis vier Millionen Dollar.

### Design

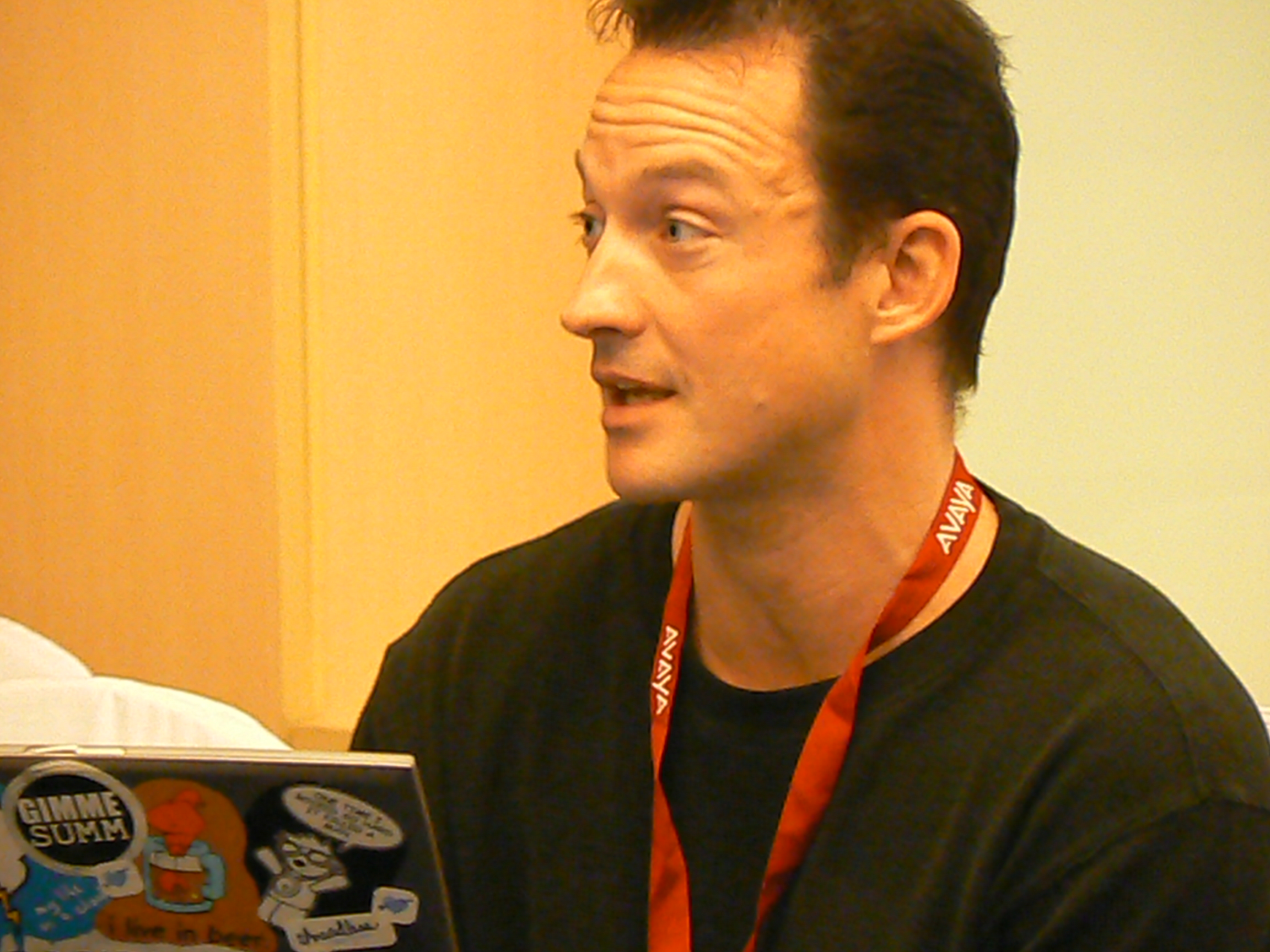
Lead Designer Chris Avellone, Manila 2009

1997 reichte das Designerteam einen Projektvorschlag unter dem Projekttitel Planescape: Last Rites beim Interplay-Management ein. Designziele waren unter anderem ein Computer-Rollenspiel in einem unverbrauchten, bizarren Szenario sowie ein Storykonzept, das die Geschichte des Spielercharakters in den Vordergrund rückt und nicht durch tiefgreifende Ereignisse in der Spielwelt bestimmt wird. Dazu zählte auch eine Spielwelt, die auf die Handlungen des Spielers reagiert, wiedererkennbare Spielfiguren und das Aufwerfen einer Reihe von moralischen Fragen, die Auswirkungen auf den Spielverlauf haben sollen. Ein weiteres Ziel war die Abkehr von starren, auf Charakterwerten und Zahlenstatistiken beruhenden Regelwerken. Das Konzept bezeichnet das Spiel als „avant-garde fantasy“, in Abgrenzung zu der von Tolkien geprägten High Fantasy. Der Projektname wurde aufgrund der Namensgleichheit mit dem Computerspiel Last Rites von Ocean Software abgeändert.
Obwohl Avellone keine Erfahrungen mit dem Planescape-Szenario hatte, fand er recht schnell Gefallen an der Spielwelt. Er verarbeitete viele Dinge, die ihn an Rollenspielen störten. Er verzichtete bewusst auf ein Weltenretter-Handlungskonzept, da es dem Spieler laut Avellone beim Spielen primär um eine persönliche Erfahrung gehe. Daher sollte sich das Spiel um eine persönliche Geschichte des Spielercharakters drehen. Die zahlreichen Verknüpfungen fremder Schicksale und Ereignisse mit der Vergangenheit des Namenlosen, die dem Spieler im Spielverlauf offenbart werden, sind ein Resultat dieser Überlegung. Bereits beim Einlesen in das Ausgangsmaterial kam Avellone zudem mit der Idee eines unsterblichen Hauptcharakters auf, und beschloss, den Beginn der Handlung durch einen Einstieg mit der Flucht aus der Leichenhalle zu kontrastieren. Die Unsterblichkeit des Hauptcharakters beruht auf Avellones Kritik an dem in Computer-Rollenspielen üblichen System des Sterbens. Die Entscheidung, das übliche D&D-Gesinnungssystem abzuwandeln, resultierte aus Avellones Erfahrung als Spielleiter eigener Spielergruppen in der Schulzeit. Er stellte fest, dass seine Mitspieler zwar häufig eine Vorstellung von der Spielweise ihres Charakters hatten, diese jedoch nicht mit der Wahl ihrer Gesinnung bei der Charaktererstellung übereinstimmte. Daher beschloss er, das System die Gesinnung gemäß der Handlungsweise des Spielers automatisiert anzupassen. Wegen des klischeebehafteten Einstieg vieler Rollenspiele, in denen Ratten als leichte Gegner eingesetzt werden, brachte er die Schädelratten ein, die in Gruppen um ein Vielfaches mächtiger wurden.
Das Storydesign stützte sich unter anderem deswegen auf stark deskriptive Texte, da eine grafische Umsetzung der Designvorstellungen ein wesentlich größeres Entwicklungsteam und damit höhere Kosten bedeutet hätten. Das Spiel beinhaltet etwa 100 z. T. sehr aufwändig animierte Zaubersprüche, davon rund 20 % neu für das Spiel entwickelt.

### Technik
Das Spiel nutzt die von BioWare für Baldur’s Gate entwickelte Infinity-Engine in einer festen Auflösung von 640×480 Bildpunkten. Alternative Auflösungen sind lediglich mit einem Fanpatch möglich.

### Audio
Für den Soundtrack verpflichtete Produzent Henkel ursprünglich den Dark-Ambient-Musiker Brian Williams (Lustmord). Außer zur Untermalung eines Trailers für die Computerspielmesse E3 kam letztlich jedoch keines der Stücke zur Anwendung. Nach dem Ausscheiden Henkels bei Interplay änderte der neue Produzent Kenneth Lee sechs Wochen vor Veröffentlichung die musikalische Richtung. Williams’ Arbeiten wurden vollständig verworfen und stattdessen durch eine Komposition von Mark Morgan (Fallout) ersetzt. Morgan komponierte innerhalb von zwei Wochen einen vollkommen neuen Soundtrack. Der Soundtrack basiert auf einem Zentralmotiv, das mehrfach variiert wurde. Zielsetzung seiner Arbeit war es, eine emotionale Reaktion des Spielers auf die Charaktere und die Handlung zu erzeugen. Ähnlich wie in Filmen ist die Musik daher stark durch die Charaktermotive getrieben. Einige ergänzende Titel wurde von Richard Band komponiert.
Neben dem Soundtrack arbeiteten zwölf Audiodesigner und Toningenieure unter der Leitung von Interplays Audio Director Charles Deenen und dem für das Mastering zuständigen Toningenieur Craig Duman an rund 1500 Soundeffekten des Spiels, darunter Experten aus der Filmbranche. Grundlage waren rund 450 Ambient-Sounds von Deenen, die den Ton und die Stimmung für jedes Spielgebiet vorgaben. David Farmer (Armageddon, Der 13te Krieger, Herr der Ringe) von Skywalker Sound entwarf rund 300 Soundeffekte für Zaubersprüche. Sein Kollege Al Nelson (Jurassic Park 2, Toy Story 3) kreierte aus dem Geschrei seines zahnenden, zehn Monate alten Sohnes die Hintergrundgeräuschkulisse der Leichenhalle. EFX Systems' Sounddesignerin Ann Scibelli (Die Maske, Das Bourne Ultimatum, Prometheus) erschuf Kreaturensounds mit Hilfe echter Tierschreie wie Elchrufen.

### Portierungen
Seit 2014 bietet GOG.com eine Version von „Planescape: Torment“ für Mac OS X und Linux an. Dabei handelt es sich im Wesentlichen um die PC-Version, welche unter Zuhilfenahme von Wine auf die neuen Plattformen portiert wurde. Im April 2017 erfolgte zudem der Release als „Enhanced Edition“ für iOS.

## Rezeption

### Rezensionen
| Deutschsprachige Wertungen | Deutschsprachige Wertungen |         |
| Publikation                | Wertung                    |         |
| -------------------------- | -------------------------- | ------- |
| GameStar                   | 82 %                       |         |
| PC Action                  | 85 %                       |         |
| PC Games                   | 84 %                       |         |
| PC Player                  | 89 %                       |         |
| Power Play                 | 88 %                       |         |
| Internationale Wertungen   |                            |         |
| Computer Gaming World      | 5 von 5                    |         |
| GamePro (US)               | 4,5 von 5                  |         |
| GameSpot                   | 9 von 10                   |         |
| GameSpy                    | 90                         |         |
| EuroGamer.net              | 7 von 10                   |         |
| IGN                        | 9,2 von 10                 |         |
| PC Gamer (US)              | 93 %                       |         |
| PC Zone                    | 8,7 von 10                 |         |
| Metawertungen              |                            |         |
| GameRankings               | 90,63 %                    | 90,63 % |
| Metacritic                 | 91 %                       | 91 %    |

Planescape: Torment erhielt von der Fachpresse sehr gute bis herausragende Wertungen (Metacritic: 91 % / GameRankings: 90,63 %). Die deutsche Fachpresse wertete dabei meist niedriger als die englischsprachige Presse.
Thierry Ngyuen vom US-amerikanischen Printmagazin Computer Gaming World beschrieb das Szenario „als würde man Salvador Dalí bitten, eine Interpretation von Buddhas Worten zu malen“. Er lobte das Spiel vor allem für die Qualität seiner Erzählung mit ihren Dialogen, „die niemals die eigene Intelligenz beleidigen“, und hob dabei ausdrücklich die dunkle, erwachsene Thematik mit ihren philosophischen Themen und den ethischen Dilemmata hervor, deren Einsatz er als die beste spielerische Verwendung seit dem 15 Jahre zuvor von Origin Systems veröffentlichten Rollenspiel Ultima 4 bezeichnete. Ngyuen sah in der Handlung insbesondere Bezüge zu John Miltons Paradise Lost und dem indischen Nationalepos Ramayana. Er erkannte ebenfalls an, wie das Entwicklerteam Rollenspiel-Klischees aufgreife und diese entweder behebe oder satirisch aufarbeite. Daneben gefiel ihm, wie nicht nur die Charakterstatistiken, sondern die Handlungen des Spielers den Spielverlauf prägten, und lobte die mehrfachen Lösungsmöglichkeiten, einschließlich einer mit wenig Gewalt und Kämpfen auskommenden Lösungsvariante. Das alles ergebe „eine der effektivsten Rollenspielformen, die ohne menschliche Mitspieler möglich sei“. Ngyuen kritisierte lediglich, dass sich einige relevante Handlungsinformationen nur den Spielern erschließen würden, die auch sorgfältig die optionalen Nebenaufgaben erfüllen würden, und bedauerte, dass diese nicht Teil der Haupthandlung seien. Dennoch gab er dem Spiel die Höchstwertung.
Adams Greenwood-Ericksen vom Institute for Simulation and Training der University of Central Florida bezeichnete das Spiel 2006 als eines der ersten erwachsenen Rollenspiele, nicht weil es für Kinder unangemessene Dinge beinhalte, sondern weil es sich ernsthaft und auf erwachsene Weise mit wichtigen Themen wie Moral, Schuld und Sühne auseinandersetze. Damit hebe es sich von den meisten vorherigen Genrevertretern ab, in denen es üblicherweise um das Töten von Gegnern und die Rettung der Prinzessin, irgendwelcher Leute oder gar der gesamten Welt gehe.

### Auszeichnungen
Das Spiel wurde vom US-amerikanischen Onlinemagazin Gamespot zum besten Rollenspiel des Jahres 1999 gekürt. Das Printmagazin Computer Gaming World zeichnete das Spiel im Rahmen seiner 2000 Premier Awards ebenfalls als „Bestes Rollenspiel des Jahres“ aus, Black Isle für die beste künstlerische Gestaltung und den Charakter Morte mit dem Sonderpreis als beste Spielfigur des Jahres. Im Rahmen der Gaming Globes 2000 des englischsprachigen Onlinemagazins EuroGamer.net erhielt Planescape: Torment in der Publikumskategorie die Auszeichnung „Bester männlichen Hauptcharakter“ in einem Spiel und Chris Avellone die Auszeichnung als „Bester Designer“ für seine Arbeiten an diesem Titel. Zahlreiche Auszeichnungen erhielt Planescape bei den 1999 Awards des IGN Vault Networks. Im Bereich Rollenspiel erhielt es die Auszeichnung als „Spiel des Jahres“, für „Herausragende Leistungen im Bereich Drehbuch“, „Überraschung des Jahres“ und die „Beste Webseite“. Der Charakter Morte wurde als „Einprägsamster Charakter“ gewählt, Black Isle erhielt die Auszeichnung als „Bester Entwickler“. Von der Academy of Interactive Arts & Sciences wurde Planescape: Torment für die Interactive Achievement Awards 2000 in den Kategorien „Adventure / Rollenspiel des Jahres“ und „Herausragende Leistungen im Bereich Charakter- und Storyentwicklung“ nominiert, konnte aber keinen dieser Preise für sich erringen.
2004 nahm das US-Magazin GameSpy Planescape: Torment in seine Hall of Fame auf, 2005 folgte GameSpot diesem Beispiel mit der Aufnahme des Spiels in seine Greatest Games of All Times. In einer Umfrage unter professionellen Lesern des Branchenmagazins Gamasutra vom September 2006 wurde das Spiel auf den zweiten Platz der Quantum Leap Awards (deutsch: Quantensprung) gewählt, als eines von fünf Spielen, das das Rollenspiel-Genre am meisten vorangebracht hätte.

### Kommerzieller Erfolg
Planescape: Torment unterscheidet sich von den meisten anderen Rollenspielen maßgeblich dadurch, dass im Spiel sehr viel mehr Wert auf Gespräche als auf Kämpfe gelegt wird. Trotz des Erfolgs des ähnlich angelegten ersten Teils der Baldur’s-Gate-Serie von BioWare blieben die Verkaufszahlen hinter den Erwartungen zurück, was von den Entwicklern einerseits auf das außergewöhnliche Spielszenario und die starke Textlastigkeit zurückgeführt wurde, andererseits aber auch einer verfehlten Marketingstrategie seitens Interplay geschuldet gewesen sei. So sei das Spiel im Vorfeld nicht ausreichend beworben und zu wenig in Verbindung mit Baldur’s Gate gebracht worden. Außerdem wurde das mangelnde Mitspracherecht bei der Verpackungsgestaltung kritisiert, das sie als wenig ansprechend bezeichneten. Es zeigt eine Porträtaufnahme des Namenlosen. Die monsterartige Maske für dieses Covermotiv wurde von Hollywood-Maskenbildner und Special-Effects-Spezialist Thomas R. Burman entworfen, als Gesichtsmodell fungierte Produzent Guido Henkel. Weltweit wurden von Planescape: Torment dennoch ca. 400.000 Exemplare verkauft, so dass laut Chris Avellone zumindest die Entwicklungskosten des Spiels wieder eingespielt und ein leichter Profit erzielt wurden. Auch Black-Isle-Studioleiter Feargus Urquhart ging in einem Interview 2015 für die Gamestar davon aus, dass das Spiel profitabel gewesen sei. Bereits bei Veröffentlichung habe es sich ordentlich, wenn auch schwächer als Baldur's Gate verkauft. Seither sei es vermutlich millionenfach verkauft worden, während die Produktionskosten lediglich drei bis vier Millionen Dollar betragen hätten. In dieser Hinsicht sind Kommentare, laut denen Planescape: Torment ein großer kommerzieller Flop gewesen sei, als übertrieben anzusehen.
Wie viele andere Kampagnenwelten wurde Planescape vom Hersteller Wizards of the Coast seit der Umstellung auf die dritte Edition von Dungeons & Dragons nicht mehr unterstützt. Daher ist auch nicht mit der Entwicklung eines weiteren Computerspiels zu rechnen, welchem dieses Spielsystem zugrunde liegt. Aufgrund des erzählerischen Anspruchsniveaus, welches mit der Entwicklung eines im Planescape-Universum spielenden Moduls verbunden ist, gab es in der Vergangenheit auch nur wenige auf dem Spiel aufbauende Hobbyprojekte, welche über die Funktion eines Patches zur Beseitigung einiger von Interplay nicht mehr ausgebesserter Unzulänglichkeiten des Hauptprogramms hinausgehen.

### Die Figur der Ravel Rätselschön
Eine besondere Rolle kommt der Nachthexe Ravel Rätselschön zu, deren Erschaffung Lead Designer Avellone nachhaltig inspirierte. Sie zählt zu den mächtigsten Wesenheiten der Spielwelt und verlieh dem Namenlosen einst die Unsterblichkeit. Neben ihrer eigentlichen körperlichen Existenz existieren mehrere Inkarnationen. Avellone verglich Ravel mit einem Baum, der an vielerlei Stellen Wurzeln ausgetrieben habe. Dreien dieser Inkarnationen (Mebbeth, Ei-Vene, Martha) konnte der Spieler dabei bereits innerhalb der Spielwelt begegnen. Avellone ließ Ravel jedoch auch in weitere Spiele mit einfließen. In Icewind Dale: Das Herz des Winters handelt es sich bei der Seherin, der Erzählerin der Zwischensequenzen, um eines dieser Abbilder Ravels. Ein weiteres findet sich als ältere Dame mit Katzen am Schauplatz Targos in Icewind Dale II. Der Charakter Kreia aus Star Wars: Knights of the Old Republic II: The Sith Lords ist ebenfalls von der Figur Ravel beeinflusst.

## Planescape: Torment: Enhanced Edition
Ende März 2017 kündigte der kanadische Entwickler Beamdog eine überarbeitete Fassung des Spiels als sogenannte Enhanced Edition an. Bereits zuvor hatte Beamdog überarbeitete Versionen von Baldur’s Gate, Baldur’s Gate II und Icewind Dale herausgebracht, mit denen die Spiele an neuere Systeme angepasst, von Fehlern bereinigt, um neue Funktionen erweitert und erstmals für die mobilen Plattformen iOS und Android veröffentlicht wurden. Nur wenig später, im April 2017, war Planescape: Torment: Enhanced Edition bereits für Windows über die Online-Vertriebsplattformen Beamdog (dem Unternehmen hinter Overhaul Games) und Steam erhältlich. Seitdem folgten Versionen für iOS, Ubuntu, SteamOS und macOS. Eine Fassung für Android erschien im Juni 2017. Im Dezember 2019 veröffentlichte der Publisher Skybound Games diesen Titel auch für die Plattformen PlayStation 4, Xbox One und Nintendo Switch.

## Nachfolger
Mit Torment: Tides of Numenera wurde 2013 ein „spiritueller Nachfolger“ zu Planescape: Torment von inXile Entertainment durch Crowdfunding finanziert. Torment: Tides of Numenera spielt nicht im Planescape-Universum, sondern in dem von Monte Cook entworfenen Numenera-Universum, soll jedoch spielerisch, thematisch und stilistisch in der Tradition von Planescape: Torment stehen. Die kreative Leitung des Projekts übernahm Colin McComb, Chris Avellone und andere an Planescape: Torment beteiligte Personen gehören ebenfalls dem Entwicklerteam des neuen Torment an.

## Romane
Basierend auf dem Computerspiel existieren zwei Romane, beide ausschließlich in englischer Sprache:
- Ray Vallese, Valerie Vallese: Torment. Wizards of the Coast, Renton, WA 1999, ISBN 0-7869-1527-7.
Hierbei handelt es sich um den offiziellen Begleitroman zum Spiel, veröffentlicht von D&D-Verleger TSR. Die Geschichte orientiert sich zwar weitestgehend am Verlauf des Computerspiels, führt allerdings zum einen weniger Charaktere ein und besitzt zum anderen ein etwas anderes Ende.

- Durch eine wörtliche Übernahme und Zusammenführung der im Spiel enthaltenen Beschreibung und Dialoge veröffentlichte Rhyss Hess unter dem Titel Planescape Torment – Novelization eine inoffizielle Niederschrift des Spiels. Sie wurde lange Zeit vor allem von Fans kostenlos über das Internet verbreitet. Die Online-Distributionsplattform GOG.com fügte sie bei der Neuveröffentlichung des Titels auf ihrer Verkaufsseite am 28. September 2010 unter der Bezeichnung „Chris Avellone and Colin McComb book“ dem Begleit- und Zusatzmaterial für das Spiel hinzu.[52]